# Raión de Kondopoga
El raión de Kondopoga (ruso: Кондопо́жский райо́н; carelio: Kondupohjan rajon) es un distrito administrativo y municipal (raión) de la república rusa de Carelia. Se ubica en el sur de la república, en la costa noroccidental del lago Onega. Su capital es Kondopoga.
En 2019, el raión tenía una población de 35 943 habitantes.
Comprende un área lacustre formada por pequeños lagos ubicados junto al lago Onega. El distrito es conocido por albergar la cascada Kivach.

## Subdivisiones
Comprende la ciudad de Kondopoga y los asentamientos rurales de Guirvas, Kiédrozero, Kónchezero, Kiápiesielga, Ulítina Novinka, Spáskaya Gubá y Yánishpole. Estas ocho entidades locales suman un total de 78 localidades.